# Henri Bresles
Henri Achille Aimable Bachimont dit Henri Bresles, né le 7 octobre 1864 dans le 17e arrondissement de Paris et mort le 4 août 1924 dans le 5e arrondissement de Paris, est un compositeur et chansonnier français.

## Biographie
Élève de Mathis Lussy, Félicien Vargues et Alexandre Scola, il commence à écrire de la musique dès l'âge de 21 ans sous le nom de « Bachimont ». Il est aussi un chansonnier très fécond, membre du Caveau de Paris dont il était le trésorier-archiviste. 
Bachimont fut aussi un grand collectionneur. Ses autographes et manuscrits furent vendus en 1909, 1919 et 1925 dont la correspondance de Sophie Cottin. Une donation de plus de 600 documents aux Archives nationales en 1925 constitue le fonds Bachimont AB XIX 707-730. Cette collection devait servir à l'écriture  de la Galerie chansonnière par Octave Pradels dont seul le tome 1 parut en 1924. 
En complément de l'édition de ses compositions chez Coutarel ou P. Pégat, ses textes ont été publiés dans la revue Le Caveau. Il composa pour des auteurs comme Charles Quinel, Ludovic Fortolis ou Hey Niger.

## Œuvres
- 1899 : La Première faute de Pierrette, pantomime en 1 acte, au théâtre de la Bodinière (13 juin)
- 1900 : Le Soulier de Madelon, opéra-comique en 1 acte de Hey Niger, au théâtre de la salle des fêtes du Casino d'Enghien (21 janvier)
- 1907 : Les Rois s'amusent, opérette en 1 acte de Lecomte-Arnold, au théâtre des Mathurins (31 janvier)
- 1912 : L'Armurier de Tolède, opérette en 3 actes de Charles Quinel et Ludovic Fortolis, à la Scala (9 juillet)[8]
- 1923 : Les trois Don Juan ou la Maison des Voluptés, opérette en 3 actes de Claude Roland et Georges Léglise, au théâtre du Moulin Bleu (19 janvier)[9]
- 1928 : La Cour du roi Pétaud, livret de Georges Rose, à l'Œil de Paris (15 juin).

## Distinctions
- Officier d'Académie (arrêté du ministre de l'Instruction publique et des Beaux-Arts du 16 février 1899)[10]
- Officier de l'Instruction publique
- Chevalier du Mérite agricole (arrêté du ministre de l'Agriculture du 13 janvier 1905)[11]
- Officier du Mérite agricole (arrêté du ministre de l'Agriculture de décembre 1908)[12].

## Sources
- Dictionnaire national des contemporains, sous la direction de Charles-Emmanuel Curinier, Paris, Office général d'édition, 1901[13]
- Henri Bachimont, La Galerie chansonnière, tome 1, p. 35-37, BNF, collection Henri Bachimont
- P. Pégat, Catalogues de Vente autographes Charavay,  25/11/1909, Cie Editeur